# خوشا آن‌کس که می‌گوید که ترکم

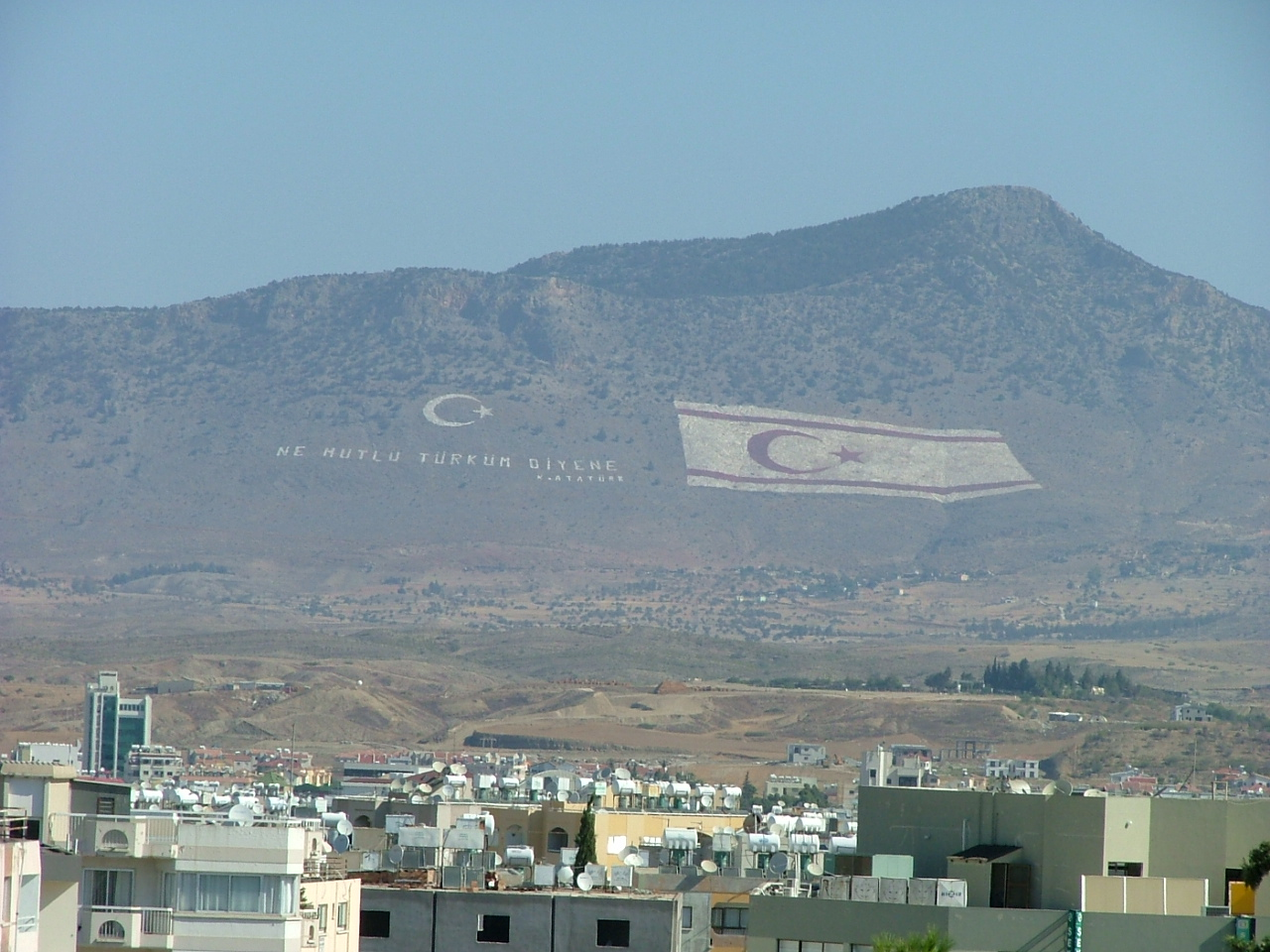
عبارت «چه خوشبخت است آن کس که می‌گوید من ترک هستم»، و پرچم جمهوری ترک قبرس شمالی در کوه‌های بش پارماک در قبرس

ارتش ترکیه یک کودک کرد را در یک مدرسه روستایی در کردستان ترکیه مجبور می‌کنند روی تخته سیاه بنویسد: «چه خوشبخت است آن کس که می‌گوید من ترک هستم»

چه خوشبخت است آنکه می‌گوید ترکم (به ترکی استانبولی: Ne mutlu Türküm diyene؛ نه مطلو ترکم دیه نه) شعار جمهوری ترکیه است. این عبارت را نخستین بار مصطفی کمال آتاترک در سخنرانی‌اش به مناسبت دهمین سالگرد بنیان‌گذاری جمهوری ترکیه در ۲۹ اکتبر ۱۹۳۳ (روز جمهوری) به کار برد. در سال ۱۹۷۲، وزارت آموزش ملی جمهوری ترکیه این عبارت را به عنوان سوگند دانش‌آموزان تعیین کرد.

## نارضایتی مردم غیر ترک و حذف شعار
شعار ملی‌گرایانهٔ «چه خوشبخت است آن کس که می‌گوید ترکم» و نیز شعارهای ملی‌گرایانهٔ افراطی دیگری مانند «یک ترک با تمام دنیا برابر است»، برای سال‌های متمادی بر روی دیوارهای شهرها و بیلبوردهای تبلیغاتی در شهرهای سراسر ترکیه نوشته شده و به عنوان شعار حکومت ترکیه و ناسیونالیسم ترکی در شهرهای غیر ترک‌نشین ترکیه نیز نوشته می‌شد. همچنین دانش‌آموزان سراسر ترکیه بدون توجه به قومیت و زبان مادری‌شان می‌بایست هر روز صبح در مراسم صبح‌گاه پیش از ورود به کلاس‌های درس در صف ایستاده و سرودی را که این جمله بخشی از آن بود بخوانند. این وضعیت، در شرایطی که حکومت ترکیه برای چند دهه هویت و موجودیت مردمان غیر ترک ساکن ترکیه به ویژه کردها و ارمنی‌ها را انکار کرده‌است، همواره مورد اعتراض بوده و احزاب و سازمان‌های سیاسی نماینده مردم غیر ترک خواهان حذف این شعار و لغو اجبار در اجرای سرود مدارس بوده‌اند. از سال ۲۰۱۴، در جریان مذاکرات صلح میان حزب کارگران کردستان و دولت ترکیه، و نیز کسب حدودی از قدرت محلی در شهرداری‌های شهرهای کردنشین توسط حزب دموکراتیک خلق‌ها و حزب مناطق دموکراتیک، کردها به صورت قانونی نسبت به حذف تابلوها و تبلیغات ملی‌گرایی افراطی ترکی در شهرهای خود اقدام کردند.
نخستین بار در روز چهارم ماه مه سال ۲۰۱۴، شهرداری کولپ در منطقه دیاربکر اقدام به حذف تابلوی چه خوشبخت است آن کس که می‌گوید ترکم از ورودی جاده دیاربکر-موش کرد. شهرداران مشترک کولپ، متین دینار و سادیه سورر باران علت حذف این تابلو را درخواست مردم اعلام کردند.